# Palmaj

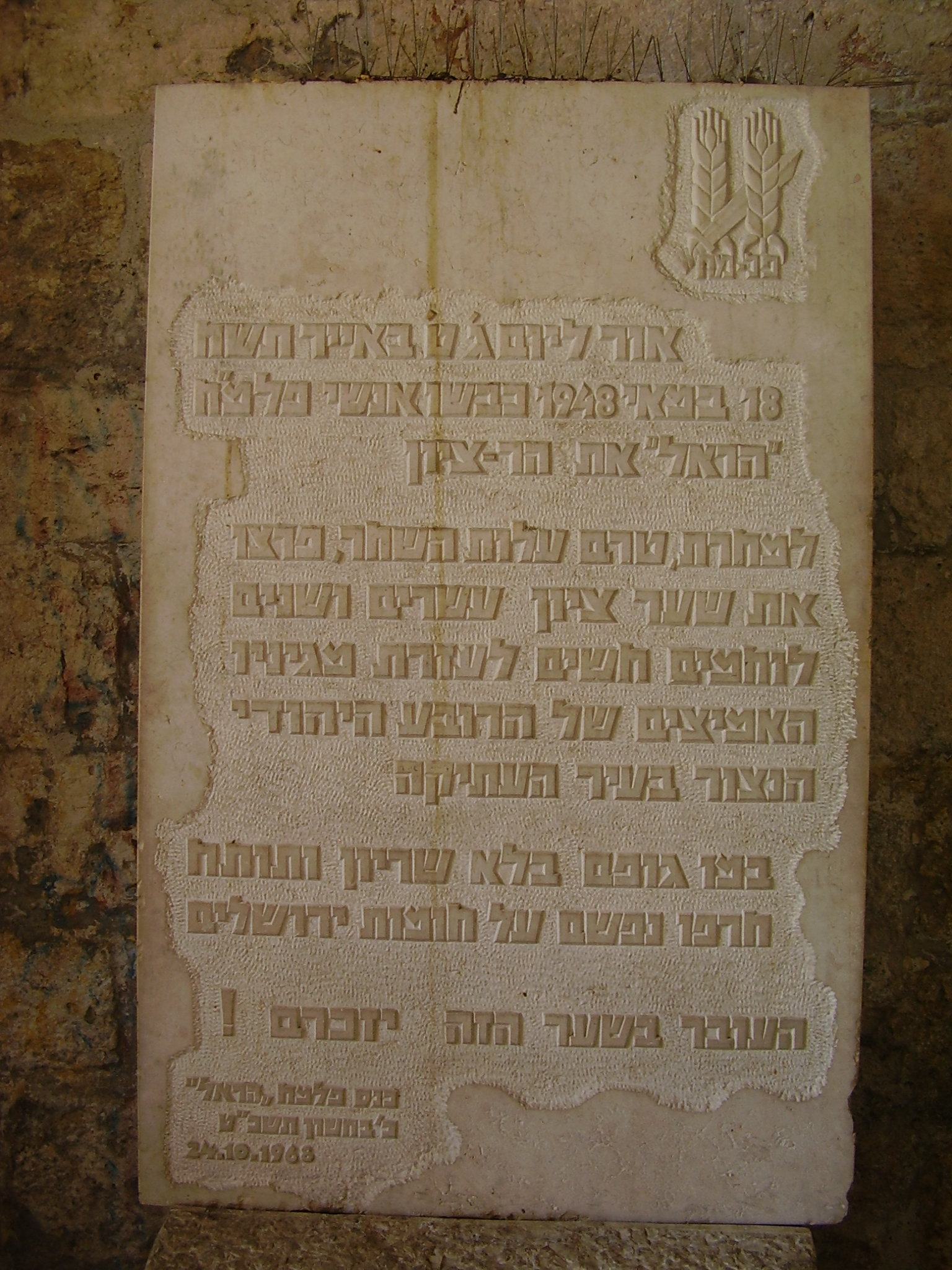
Plaqueta del Palmaj, en hebreo, conmemorando la reapertura de la Puerta de Sion en Jerusalén, 1968.

El Palmaj (en hebreo: פלמ"ח‎, acrónimo de Plugot Májatz (פלוגות מחץ), "compañías de ataque"), fue una unidad de élite integrada en el Haganá, el ejército no oficial del Yishuv (comunidad judía) durante el Mandato Británico de Palestina. El Palmaj fue creado el 15 de mayo de 1941, y en 1948 consistía en tres brigadas de combate: aérea, naval y de inteligencia. Entre los líderes del Palmaj estuvieron Moshé Dayán, Yitzhak Sadeh, Yigal Alón y el futuro primer ministro de Israel Isaac Rabin. Ser Palmajnik (miembro del Palmaj) se consideraba no solo como un desempeño de funciones militares, sino también como una forma de vida.
El Palmaj influyó significativamente en la sociedad israelí, mucho más allá de su contribución militar. Sus miembros formaron la columna vertebral del alto mando de las Fuerzas de Defensa de Israel durante muchos años, y fueron prominentes en la política israelí, la literatura y la cultura.

## Historia
Establecida por el ejército británico y la Haganá, expertos británicos adiestraron y equiparon a sus miembros con armas pequeñas y explosivos para proteger al Mandato Británico de una posible invasión nazi, así como también para ayudar a las fuerzas Aliadas de una prevista invasión desde Siria y Líbano, entonces en poder de las fuerzas francesas de Vichy. 
Tras la victoria de los británicos en El-Alamein (1942), estos ordenaron el desmantelamiento del Palmaj, y la totalidad de la organización pasó a la clandestinidad, refugiándose en los kibutzim, combinando el entrenamiento militar con el trabajo agrícola.
Puesto que los británicos habían dejado de financiar a la agrupación, Yitzhak Tabenkin, presidente de la Unión de Kibutz sugirió que el Palmaj se podría autofinanciar, dándoles trabajo a los combatientes en los kibutz. Cada kibutz sería anfitrión de una escuadra del Palmaj a cambio del suministro de alimentos, vivienda y recursos. A cambio, los componentes se refugiaban en el kibutz y realizaban trabajo agrícola. La propuesta fue aceptada en agosto de 1942, cuando también se decidió que cada mes los miembros del Palmaj tenían ocho días de entrenamiento, catorce días de trabajo y siete días de descanso.
Los palmajnik eran, en su abrumadora mayoría javerim (miembros o literalmente "compañeros") del kibutz, tanto del Mapai como del Mapam, los partidos socialdemócrata y socialmarxista respectivamente, de manera tal que el Palmaj no era tan solo una fuerza de liberación nacional sino que también tenía aspiraciones ideológicas de izquierda.
La combinación del trabajo agrícola con la formación militar significaba: 
1. Mantenimiento de la independencia, fácil movilización de la fuerza militar.
2. Una fuerza en la que los propios miembros financiaban el 80% del presupuesto del Palmaj. Los fondos de la Haganá se destinaron a la compra de armas y entrenamiento.
3. La fuerza sería difícil de localizar.
4. Fácil contratación de personal para los kibutzim y moshavim.
5. Creación de grupos de colonos, que podrían constituir la base para futuros asentamientos.
6. Educación de los soldados en los valores sionistas.

El programa combinado de entrenamiento militar, trabajo agrícola y educación sionista se lo denominó "Haj'shara Meguyeset" (הכשרה מגויסת).
Posteriormente, se acordó con los movimientos juveniles sionistas que cada joven de entre 18-20 años de edad ("Gar'een", que significa "núcleo" o "kernel", en hebreo) ingrese a la formación. Esta fue la base para los asentamientos Nahal. La capacitación permitió al Palmaj ampliar su número y reclutar más personal a sus filas.
La formación básica incluía aptitud física, armas pequeñas, formación básica de marina, topografía, primeros auxilios y escuadrón de operaciones. La mayoría de los miembros del Palmaj recibieron formación avanzada en una o varias de las siguientes áreas: sabotaje y explosivos, reconocimiento, francotiradores, comunicaciones y radio, uso de ametralladoras medianas y ligeras, y uso de morteros de 2 y 3 pulgadas. Los entrenamientos del pelotón incluían marchas largas, combinado con simulacros de apoyo de artillería, ametralladoras y morteros.
El Palmaj ponía énfasis en la capacitación y amplitud independiente de los comandantes sobre el terreno para que tomasen la iniciativa y fuesen un ejemplo para sus tropas. Formó escuadras de comandos y comandantes de compañía. El principal curso de capacitación de comandos fue en el Palmaj y muchos comandantes de la Haganá fueron enviados a entrenarse en este. El curso de Comando Palmaj fue el origen de muchos comandantes que serían la columna vertebral de la Haganá, y, más tarde, de las Fuerzas de Defensa de Israel.
Entre 1945 y 1946, las unidades del Palmaj llevaron a cabo ataques contra infraestructuras de los británicos, como puentes, ferrocarriles, estaciones de radar y estaciones de policía. Estas actividades se suspendieron después del trágico "Sábado Negro" (29 de junio de 1946), cuando las fuerzas británicas llevaron a cabo detenciones en masa de los dirigentes de la Haganá y el Palmaj. 
Las unidades del Palmaj tuvieron una importante participación durante la Guerra de independencia de Israel. Al comienzo de la guerra unidades del Palmaj eran responsables de la custodia de los asentamientos judíos (como Gush Etzion, Kfar Darom y Revivim) de los ataques de las milicias árabes. Aunque inferiores en número y armas, los soldados del Palmaj organizaron la defensa de los asentamientos judíos, de tal forma que dio tiempo a la Haganá a movilizar la población y prepararse para la guerra.
Después de la creación de las Fuerzas de Defensa de Israel, el Palmaj se disolvió y con sus integrantes se crearon dos nuevas brigadas en las FDI: la Brigada Negev y la Brigada Yiftaj. Estas dos brigadas combatieron en el Néguev contra el ejército egipcio, logrando detenerlo y luego expulsarlo de la Franja de Gaza y de Sharm el-Sheij. Posteriormente, la Brigada Yiftah fue transferida a la región norte.